# Kecer
Kecer is een bestuurslaag in het regentschap Sumenep van de provincie Oost-Java, Indonesië. Kecer telt 2154 inwoners (volkstelling 2010).